# Vuelve San Valentín
Vuelve San Valentín es una película española dirigida por Fernando Palacios en 1962, continuación de El día de los enamorados (1959).

## Argumento
Ante las necesidades de algunos enamorados perdidos, San Valentín (Jorge Rigaud) decide regresar a la tierra para interceder entre distintas parejas. Entre ellas la integrada por Mauricio y Julia, él fotógrafo reconocido por su éxito entre las mujeres y ella celosa de las jóvenes que revolotean en torno a su prometido. San Valentín también se enfrenta a la situación de Leonor, que a diferencia de sus amigas, sigue sin tener novio.